# داگلاس ماوسون
سر داگلاس ماوسون (۵ می ۱۸۸۲–۱۴ اکتبر ۱۹۵۸)رتبه امپراتوری بریتانیا انجمن سلطنتی زمین‌شناس استرالیایی، کاشف سرزمین جنوبی و یک دانشگاهی بود. همراه با روئال آمونسن، رابرت فالکون اسکات و ارنست شکلتون ماوسون رهبرِ گروهِ اعزامی در طولِ عصر قهرمانانهٔ اکتشافاتِ جنوبگان بود.
وی از نخستین گروهِ صعودکننده به کوه اربوس و از تیم اول برای رسیدن به قطب مغناطیسی جنوبی زمین و تنها بازماندهٔ گروهِ دستهٔ شرق دور و از گروه اعزامی استرالیا به جنوبگان بود.

## مطالعه بیشتر
- Roberts, David. Alone on the Ice: The Greatest Survival Story in the History of Exploration. (۲۱ ژانویه ۲۰۱۳) W. W. Norton & Company. شابک ‎۹۷۸−۰−۳۹۳−۲۴۰۱۶−۰
- Mawson's Antarctic Newspaper Mawson's Antarctic Newspaper, article in www.TheGlobalDispatches.com, accessed ۹ ژانویه ۲۰۱۳
- Mawson, Douglas (Sir) (1882–1958) National Library of Australia, Trove, People and Organisation record for Sir Douglas Mawson
- Douglas Mawson in Antarctica
- Hurley, Frank. Collection of Photographic Prints. Images of Mawson Expedition 1911–14 held at Pictures Branch, National Library of Australia, Canberra
- National Archives of Australia, Records of BANZARE, Australian Antarctic Division, Department of External Affairs etc. , personal papers of Baron Casey papers (M1129, A10299), Charles Francis Laseron, and P G Law (MP1002/1)
- "Sir Douglas Mawson, the unsung hero of Antarctica, gets his due at last", Paul Harris, آبزرور, ۲۶ ژانویه ۲۰۱۳